# Claudia Balagué
Claudia Balagué (Los Quirquinchos, 5 de marzo de 1962) es una política, bioquímica e investigadora argentina, perteneciente a la corriente interna Bases del Partido Socialista. Es diputada provincial de Santa Fe y fue Ministra de Educación en dicha provincia entre 2012 y 2019.

## Biografía

### Trayectoria Académica
Su formación obligatoria la realizó en la Escuela Primaria N.º 212 «Bernardino Rivadavia» y en la EESOPI N° 8070 de Los Quirquinchos, entre 1967 y 1978. A los 17 años se instaló en Rosario para estudiar la carrera de Bioquímica, en la Facultad de Ciencias Bioquímicas y Farmacéuticas de la Universidad Nacional de Rosario, de la que egresó el 15 de diciembre de 1989. Defendió su tesis de doctorado el 15 de agosto de 2001, en la misma casa de estudios.
Fue Investigadora Visitante de la División de Microbiología del National Center for Toxicological Research, Food and Drug Administration, Arkansas, USA. (2002) y docente invitada del FOMEC, Laboratorio de Microbiología Preventiva, Centro de Referencia para Lactobacilos (CERELA - CONICET) y Cátedra de Microbiología Clínica de la Universidad Nacional de Tucumán.
En 1989 comenzó su carrera docente en la cátedra de Microbiología, en la Sala 9 del Hospital Provincial del Centenario, en la Facultad de Ciencias Bioquímicas y Farmacéuticas de la Universidad Nacional de Rosario. También es docente de las carreras de Especialización en Bacteriología Clínica y Ciencias de los Alimentos y en el Doctorado de Ciencias Biológicas. Es investigadora de Categoría II del Programa de Incentivos a los Docentes Investigadores del Ministerio de Educación, Ciencia y Tecnología de la Nación.

### Carrera política
En la Facultad de Ciencias Bioquímicas y Farmacéuticas de la Universidad Nacional de Rosario comenzó a militar en el Movimiento Nacional Reformista, Partido Socialista. Fue parte de la primera conducción del Centro de Estudiantes a partir de la recuperación de la democracia, como secretaria de Enseñanza.
Luego fue consejera estudiantil, secretaria estudiantil, consejera docente y ocupó cargos de gestión en la Universidad Nacional de Rosario y en el Gobierno de la Provincia de Santa Fe.
En el año 2003 fue electa Decana de la Facultad de Ciencias Bioquímicas y Farmacéuticas, cargo que ocupó por dos periodos consecutivos. Como decana de la Facultad de Ciencias Bioquímicas y Farmacéuticas de la UNR gestionó el nuevo edificio de la Facultad, la renovación de todos los planes de estudios y la creación de la primera Planta Piloto de Producción de Medicamentos.
En 2011 asumió como Secretaria de Ciencia y Tecnología de la provincia de Santa Fe, cargo que ocupó durante dos años hasta ser designada como Ministra de Educación de la provincia por el entonces gobernador Antonio Bonfatti, como parte del gobierno de Frente Progresista Cívico y Social.  Fue ratificada en ese cargo por el gobernador Miguel Lifchitz durante el período 2015-2019. En su gestión impulsó la creación de una ley de Educación para la provinciay el  Plan Vuelvo a Estudiar, premiado en Latinoamérica en 2016.
En el periodo 2019-2013, Balagué fue diputada provincial de Santa Fe por el Partido Socialista y presidió la Comisión de Educación, Ciencia, Tecnología e Innovación de la Cámara de Diputadas y Diputados. Desde el 10 de diciembre de 2023, inicia su segundo periodo como diputada de Santa Fe en el bloque Frente Amplio por la Soberanía.